# Шинкожа
Шинкожа́ (каз. Шынқожа) — село у складі Аягозького району Абайської області Казахстану. Адміністративний центр Наринського сільського округу.
Населення — 1077 осіб (2021; 1416 у 2009, 1763 у 1999, 1827 у 1989).
Національний склад станом на 1989 рік:
- казахи — 100 %

Станом на 1989 рік село називалось Шингожа.